# 劉承 (劉宋)
劉承（5世紀—477年），南朝宋当阳县侯劉秉之子，长沙景王刘道鄰曾孙。
元嘉三十年（453年），太子刘劭弑父篡位，伯父新渝县侯劉玠也被杀。宋孝武帝即位后，追赠劉玠散骑常侍。劉玠无子，以劉承袭封新渝县侯。
升明元年（477年），萧道成把持朝政，欲篡位，父亲劉秉与袁粲、黄回等人预谋除掉萧道成，结果事败，劉秉出城逃走，在额檐湖被擒获，与二子劉承、劉俣一起被处死。